# Adele Kurzweil

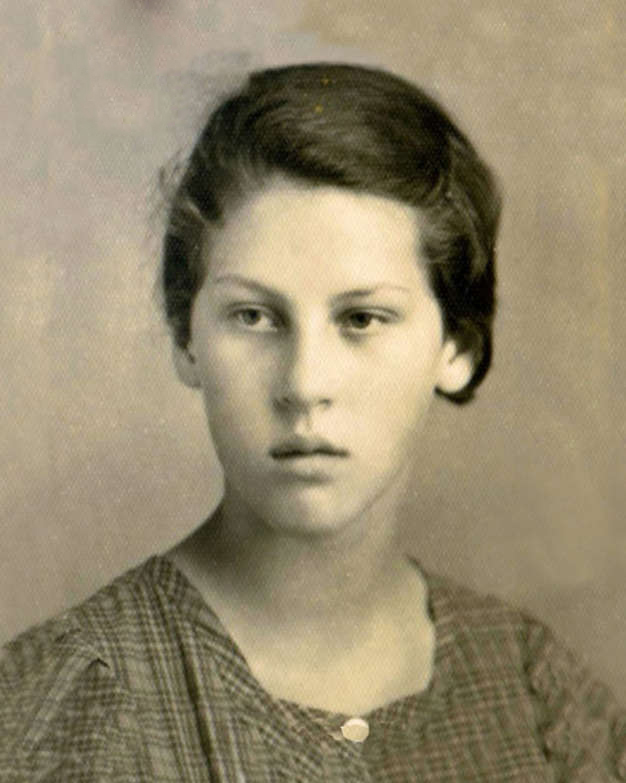
Foto aus Adele Kurzweils Reisepass (ausgestellt im September 1938)

Adele „Dele“ Kurzweil (* 31. Jänner 1925 in Graz; † 9. September 1942 in Auschwitz) war ein österreichisches Mädchen jüdischer Abstammung, das während der Zeit des Nationalsozialismus im KZ Auschwitz ermordet wurde. Bekanntheit erlangte sie ab 1990 durch einen Kofferfund am letzten Zufluchtsort ihrer Familie, dem südfranzösischen Auvillar.

## Leben

### Kindheit in Graz
Adele Kurzweil kam 1925 in Graz als einziges Kind des jüdischstämmigen sozialdemokratischen Rechtsanwalts Bruno Kurzweil und seiner jüdischen Ehefrau Gisela (geb. Trammer) zur Welt. Mutter und Tochter traten Mitte des Jahres 1926 aus der israelitischen Kultusgemeinde aus. Die nach ihrer Großmutter benannte Adele wuchs wohlbehütet im Haus Kirchengasse 15 (heute Schröttergasse 7) im Stadtbezirk Geidorf auf. Fotos aus den Jahren 1928 und 1929 zeigen sie mit gleichaltrigen Kindern im familieneigenen Garten in der Strauchergasse sowie im angrenzenden Klemenschitz-Garten, der von Zeitzeugen als „Kinderparadies“ beschrieben wurde.
Adele, genannt Dele, besuchte zunächst die Volksschule für Mädchen am Graben und danach bis 1938 das Oberlyzeum im Palais Khuenburg in der Sackstraße. Obwohl die Familie Kurzweil mit der Durchsetzung der Nürnberger Gesetze zunehmend unter Druck geriet, zeigen Einträge in Adeles Stammbuch die anhaltende Sympathie ihrer Lehrer und Mitschüler. Die spätere Harvard-Absolventin und Soziologin Hanna Papanek (geb. Kaiser, 1927–2017), die Adele in Paris kennenlernte, beschrieb sie als „ruhig, mehr in sich gekehrt“.

### Flucht und Ermordung

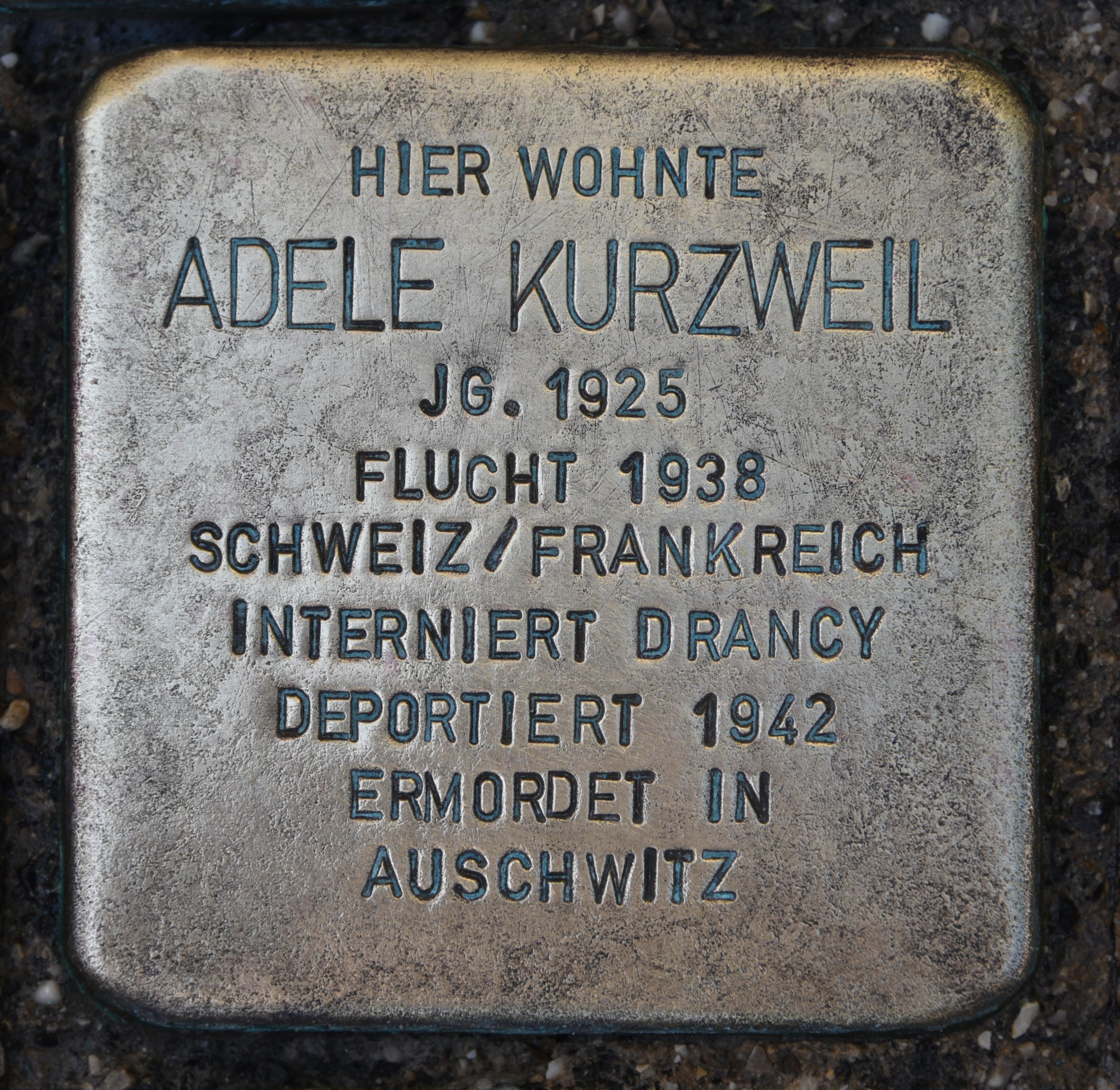
Stolperstein in Graz

Adeles Vater, langjähriger Anwalt der Sozialdemokratischen Partei, wurde im Juni 1938 ein Berufsverbot erteilt, woraufhin die Familie das Land verließ. Adele konnte das Schuljahr in Graz noch abschließen, ehe sie mit ihren Eltern über die Schweiz nach Paris auswanderte. Um Weihnachten 1938 gründete sich die Rote-Falken-Gruppe „Freundschaft“, die innerhalb der Auslandsvertretung der österreichischen Sozialdemokraten wöchentliche Treffen abhielt. Im folgenden Sommer verbrachte Adele einen Monat mit 13 anderen Kindern und Jugendlichen der Jahrgänge 1924 bis 1930 in einer Jugendherberge in Le Plessis-Robinson. Wie sich Hanna Papanek später erinnerte, machten die Gruppenmitglieder Ausflüge in der Umgebung und lernten marxistische Theorien kennen.
Nach Beginn des Zweiten Weltkriegs wurde Bruno Kurzweil vorübergehend in einem Lager in Meslay-du-Maine interniert und Adele in ein Flüchtlingsheim der Œuvre de secours aux enfants in Montmorency geschickt, von wo aus sie die vierte Klasse des Lyzeums besuchte. Mutter Gisela blieb allein in Paris zurück und führte einen regen Briefwechsel mit ihrer Tochter. Ab Februar 1940 beendete das Mädchen seine Briefe mit den Sätzen „Obendrein nichts Neues bei uns aber viel in der Welt. Trotzdem bin ich überzeugt, es wird alles gut werden.“
Wieder vereint, folgte die Familie der sozialdemokratischen Auslandsvertretung in den Süden des Landes und ließ sich in der Stadt Montauban als Flüchtlinge aus Paris registrieren. Während ihr Vater zahlreichen Parteifreunden mit Ausreisevisa zur Flucht in die USA und nach Mexiko verhalf, empfing Adele am Bahnhof neuankommende Genossen. Mit dem Ziel der „Endlösung der Judenfrage“ griffen die deutschen Behörden in Frankreich schärfer durch und spürten die Familie Kurzweil an ihrem Zufluchtsort auf. Am 26. August 1942 wurden Bruno, Gisela und Adele Kurzweil in Auvillar nahe Montauban zusammen mit 170 weiteren Personen verhaftet und im Camp de Septfonds festgesetzt. Anfang September erfolgte der Weitertransport in das Sammellager Drancy. Mit Transport Nummer 30 wurde die Familie am 9. September nach Auschwitz deportiert und sofort nach der Ankunft ermordet.

## Der Koffer der Adele Kurzweil

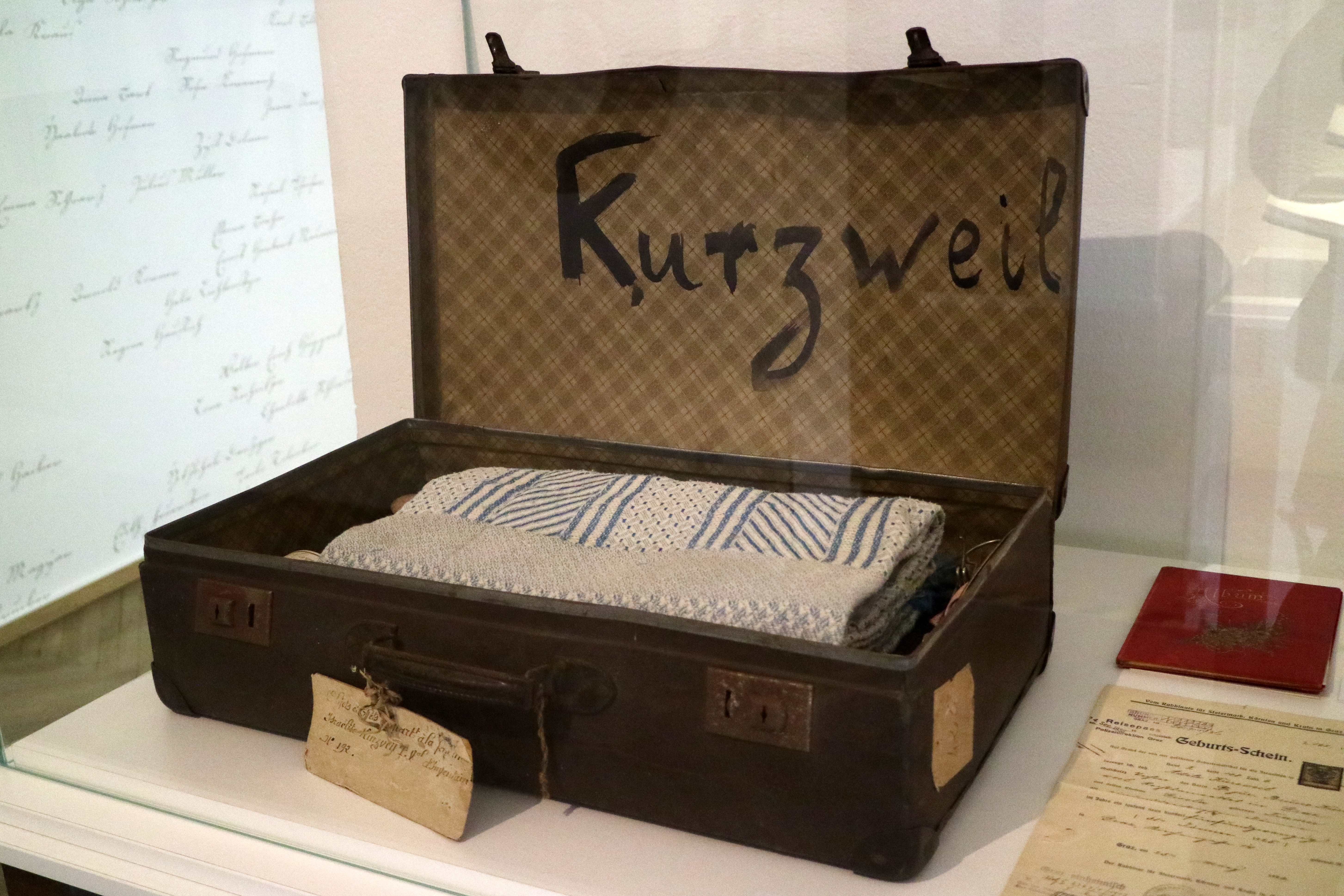
Einer der Koffer im Museum für Geschichte in Graz (2019)

1990 entdeckte und inventarisierte ein Geschichtsstudent der Université Toulouse–Jean Jaurès auf der Polizeistation von Auvillar mehrere versiegelte Kabinenkoffer sowie verschiedene andere Gegenstände, darunter Möbelstücke und einen Schrankkoffer. In den Koffern befanden sich neben Reisepässen und anderen Dokumenten Alltagsgegenstände wie Handtücher und Zahnbürsten. Die Objekte waren nach Kriegsende jahrzehntelang in einem Magazin im Gemeindeamt eingelagert gewesen. Anhand der Dokumente konnten die örtlichen Historiker Pascal Caila und Jacques Latu die Lebensgeschichte der Familie Kurzweil weitgehend rekonstruieren. Alle Schriftstücke wurden dem Musée de la résistance et de la déportation (Museum des Widerstands und der Deportation) in Montauban – zwischen 1940 und 1942 letzter Wohnort der Familie – zur Aufbewahrung übergeben.
Aufbauend auf dem Kofferfund initiierte eine Geschichtslehrerin am Montaubaner Lycée Michelet 1994 eine Projektarbeit zum Thema Holocaust und Verfolgung von Minderheiten. Ihre Klasse gestaltete eine Ausstellung mit Adele im Mittelpunkt und veranlasste die Benennung des Schulhofs nach dem Mädchen, wofür sie mit dem Prix Corrin der Sorbonne ausgezeichnet wurde. In der Folge kam es zu einer Zusammenarbeit mit Grazer Jugendlichen, die im Oktober 2000 mit einer Projektarbeit zum Thema Flucht und Migration während der NS-Zeit begannen. In Kooperation mit der ARGE Jugend führten die Schüler Bibliotheks- und Archivrecherchen sowie Gespräche mit Zeitzeugen und Politikern durch. Als Ergebnis entstand eine Ausstellung in der Grazer Synagoge, die im November 2001 eröffnet und im ersten Monat von 2000 Menschen besucht wurde. Aufgrund des regen Besucherinteresses wurde die Ausstellung exportiert und unter anderem vom ESRA und während einer Tagung in Berlin gezeigt. Im Jänner 2018 übernahm das Grazer Museum für Geschichte eine Ausstellung mit dem Titel „Bertl & Adele – Zwei Grazer Kinder im Holocaust“ aus dem Haus der Namen, die sich neben Adele Kurzweil dem Holocaustüberlebenden Berthold Kaufmann widmet.
Der Pädagoge Peter Gstettner maß dem Kofferfund die Bedeutung eines kulturellen Relikts bei, das Einblick in den persönlichen Kontext der Flucht gewähre und so einen Beitrag zur Stützung des kollektiven Gedächtnisses leiste. Anders als etwa das Tagebuch der Anne Frank trügen die Koffer als Fundstücke jedoch Elemente der Flucht bzw. der Todestransporte in sich. Laut Gstettner ermöglichen Relikte wie diese eine pädagogisch wertvolle, emotionale und personalisierte Annäherung an die Verbrechen des Nationalsozialismus.

### Rezeption
Das Schicksal der Adele Kurzweil diente in den Jahren nach seiner historischen Aufarbeitung mehrfach als Vorlage für künstlerische Werke. Der Autor Manfred Theisen widmete Adele 2009 einen Roman mit dem Titel Der Koffer der Adele Kurzweil, in dem er den realen Hintergrund des Mädchens mit einer fiktiven Rahmenhandlung verknüpft. Die Präsidentin des Vereins für Holocaustgedenken und Toleranzförderung, Ruth Kaufmann, zeichnete Adele Kurzweils Lebensgeschichte 2018 in Form eines Tagebuchs nach.
Schüler des BG/BRG Leoben inszenierten 2004 anlässlich der Enthüllung eines Todesmarsch-Mahnmals am Präbichl ein 30-minütiges Theaterstück rund um das ungarische Mädchen Judita Hruza, in das sie auch Elemente der Flucht Adele Kurzweils einfließen ließen. Manfred Theisen und Thilo Reffert adaptierten Theisens Roman ebenfalls für ein Bühnenstück, das am 24. Jänner 2020 am Grazer Kinder- und Jugendtheater Next Liberty uraufgeführt wurde.
Im Andenken an Adele Kurzweil wurde am 4. Juli 2014 ein Stolperstein an ihrer Grazer Wohnadresse (heute Schröttergasse 7) verlegt.

## Anmerkung
1. ↑  Der biographische Text von Heimo Halbrainer stützt sich auf verschiedene Akte aus dem Nachlass von Muriel Morris Buttinger. Diese sind im Dokumentationsarchiv des österreichischen Widerstandes unter den Nummern 18.882, 18.884 und 18.886 archiviert. Weitere Quellen waren das Archiv der Israelitischen Kultusgemeinde Graz sowie Dokumente der Familie Kurzweil, die sich in den Koffern befanden und im Musée de la résistance et de la déportation in Montauban archiviert wurden.